# استان شرقیه شمالی
یکی از استان های جدید التاسیس کشور عمان